# Neuendorf 20 (Quedlinburg)

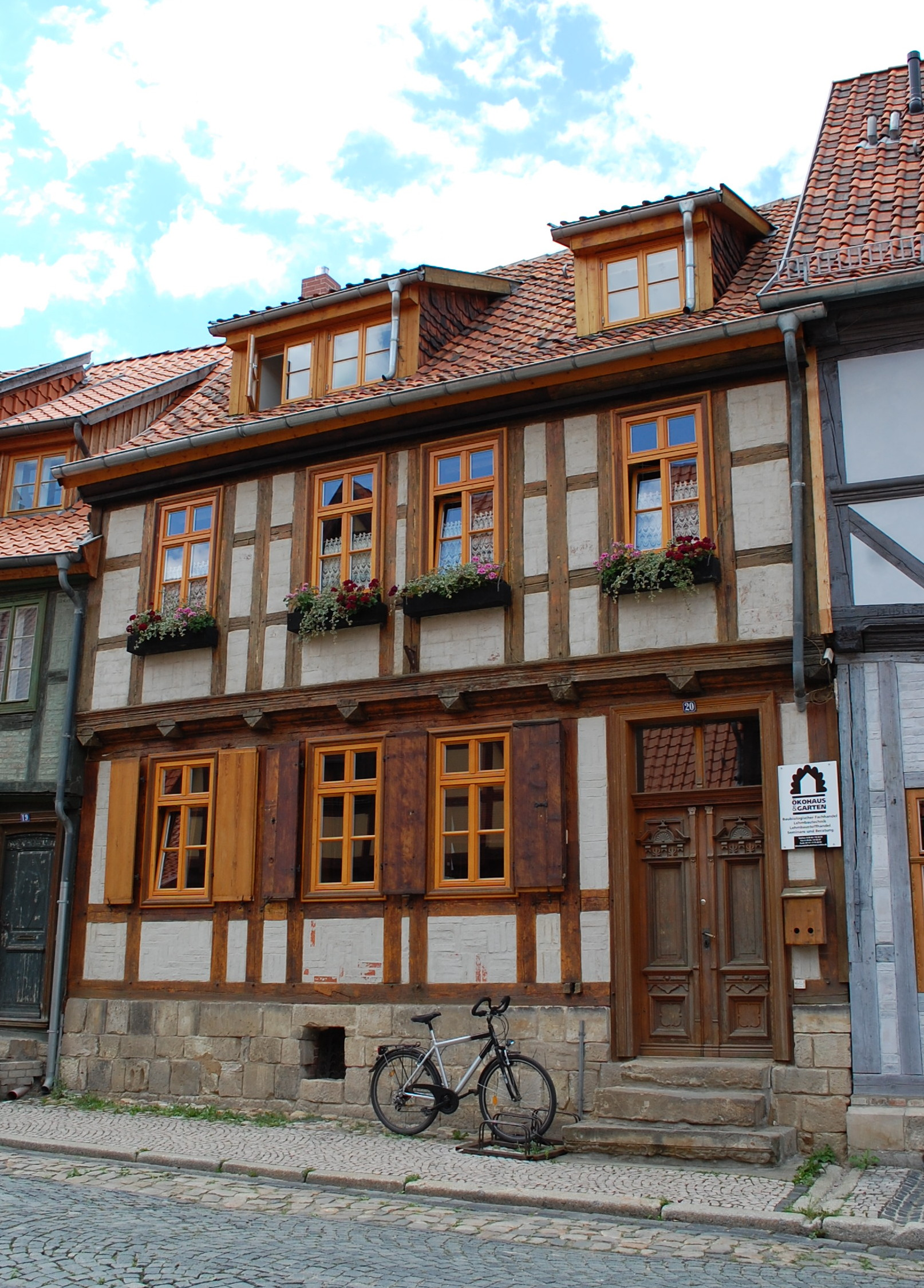
Neuendorf 20

Das Haus Neuendorf 20 ist ein denkmalgeschütztes Gebäude in der Stadt Quedlinburg in Sachsen-Anhalt. 

## Lage
Es befindet sich nordwestlich des Marktplatzes der Stadt auf der Westseite der Straße Neuendorf und gehört zum UNESCO-Weltkulturerbe. Das Gebäude ist im Quedlinburger Denkmalverzeichnis eingetragen. Nördlich grenzt das gleichfalls denkmalgeschützte Haus Neuendorf 21 an.

## Architektur und Geschichte
Das zweigeschossige Fachwerkhaus entstand in der Zeit um 1700. Es ist auf einem Sockel aus Bruchsteinen errichtet. Die Gefache sind mit Zierausmauerungen in unterschiedlichen Varianten versehen. Die Stockschwelle ist plastisch gestaltet. An den Fenstern finden sich geschmiedete Vergitterungen.